# Xavier Kurten
Xavier Kurten, nome completo Antonius Xaverius Kurten (Brühl, 28 dicembre 1769 – Racconigi, 8 dicembre 1840), è stato un architetto del paesaggio tedesco, direttore e progettista di giardini, è noto per aver introdotto lo stile di "giardino romantico all'inglese" in Piemonte agli inizi dell'Ottocento.

## Biografia
Nacque in Prussia e si formò in Francia seguendo l'esempio e l'insegnamento del fratello maggiore Ernest, che a Parigi era un noto architetto di giardini. Giunto in Piemonte, per ragioni ignote ancora oggi, lavorò per il Comune di Torino come "ispettore delle passeggiate" e "ispettore delle alberate" nel 1811. La prima opera di cui si ha documentazione fu il progetto del parco del Castello di San Martino Alfieri commissionatogli da Carlo Emanuele Alfieri di Sostegno nel 1815.
Per oltre due decenni, dal 1816 alla morte, fu al servizio di Casa Savoia. Nel 1816 era "ispettore" del giardino della Villa della Regina e dei Giardini Reali di Torino. Tra il 1819 ed il 1820 seguiva il giardino del Castello di Govone per Carlo Felice prossimo sovrano. Nel febbraio del 1820 Carlo Alberto lo volle come "direttore del parco e giardini" del Castello di Racconigi che intendeva rinnovare profondamente. Lì il Kurten iniziò una collaborazione con l'architetto Ernesto Melano e l'artista Pelagio Palagi, prediletti del principe, che poté ripetersi anche in seguito presso altri siti. Lì diresse il giovanissimo Marcellino Roda destinato a succedergli nella conduzione del parco. A Racconigi Xavier Kurten si trasferì con la famiglia, poiché obbligato dal contratto a garantire la continua presenza presso il castello per qualsiasi necessità.
La sigla "Racunis", riportata sui numerosi progetti di giardini realizzati in altre località del Piemonte negli anni successivi, è considerata una conferma della sua costante residenza in quella località. Nel 1830 ancora per Carlo Felice curò la trasformazione in "giardino all'inglese" dell'antico giardino del Castello ducale di Agliè. Il 30 giugno del 1832 Carlo Alberto, asceso al trono, lo promosse "direttore del Parco Reale" di Racconigi ed il Kurten ricoprì questo incarico fino alla morte. Fra il 1834 ed il 1840 sempre per Carlo Alberto si occupò anche del parco del Castello di Pollenzo.
Contemporaneamente agli incarichi svolti per Casa Savoia il Kurten progettò ed eseguì diversi lavori per altri committenti, generalmente dignitari legati alla corte sabauda. Tra le famiglie aristocratiche e borghesi che vollero commissionargli delle opere si ricordano a titolo di esempio i Benso di Cavour, i Balbo Bertone di Sambuy, i Salasco.
Si spense all'età di settantuno anni e fu sepolto a Racconigi nella cappella Jean Baptiste.

## Opere

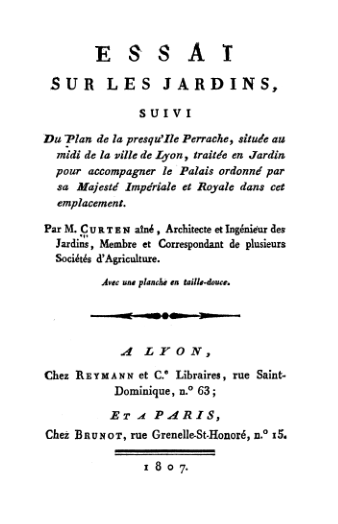
Frontespizio dell'opera di Ernest Kurten che esprime le idee comuni ai due fratelli. L'autore pubblicò nel 1807 con lo pseudonimo "Sig. Curten primogenito", a Lione per Reymann et C. ed a Parigi per Brunot.
L'opera è composta dalla "Prefazione", il "Compendio" delle osservazioni dell'autore sull'arte dei giardini in Germania, Paesi Bassi, Inghilterra e Francia, ed infine due esempi di "Progetti" di giardini per bonificare e abbellire il "quartiere nuovo" e l'isola di Perrache nella città di Lione

### La concezione del giardino e del paesaggio
Noto per aver introdotto in Piemonte lo stile di "giardino romantico all'inglese" Xavier Kurten fu influenzato nel modo di concepire l'arte del giardino dal fratello maggiore Ernest, come dimostra il confronto tra le idee espresse da questo nel suo trattato Essai sur les jardins ed i parchi e giardini realizzati da quello. Per i Kurten il progettista doveva mantenere e riutilizzare quel che già esisteva nel sito, evidenziando gli elementi pittoreschi presenti e creando elementi nuovi in accordo con la natura spontanea del luogo. I due fratelli collaborarono in alcune opere, come ad esempio nel parco reale di Racconigi.

### I tratti caratteristici
Nelle opere di Xavier Kurten ricorrono alcuni tratti distintivi del suo gusto.
- Possedeva una notevole conoscenza della letteratura botanica[4] che gli consentiva di ricorrere ad una vasta varietà di specie e di selezionare le piante di migliore qualità nei vivai migliori. Così le sue creazioni diventavano suggestive e pittoresche. Come ad esempio nel parco del Castello di Sansalvà dove il progettista creò un'intensa atmosfera romantica utilizzando una vegetazione di salici piangenti e cipressi delle paludi intorno a tre laghetti.[7] Frequente è nei suoi parchi la presenza di specie come la magnolia, il tulipifero, il cipresso delle paludi, la sequoia sempreverde, la sequoia gigante, le palme, le camelie ed il ginkgo e la sofora che a quel tempo erano specie insolite.[8]
- Notevole era pure la sua conoscenza dell'ingegneria idraulica.[4] L'acqua veniva utilizzata per dar forma a sistemi di navigli ed a laghetti in genere dai contorni irregolari e dotati di isolette. Ve ne sono esempi nel parco del Castello di Racconigi ed ancora in quello del Castello di Sansalvà.[7]
- Altra caratteristica che si ammira nei progetti del Kurten sono le ampie distese di prato che si allungano tra cornici di alberi secolari o fitti boschi a volte fino a fondersi con le campagne ed il paesaggio circostanti. Un esempio si ammira nel parco del Castello di Agliè.
- Per seguire o spezzare le linee del paesaggio il progettista usava collinette, gruppi di alberi spesso disposti in cerchio e sistemi di sentieri che percorrono o attraversano i prati, compenetrano i boschi, scendono dalle colline, si incrociano tra loro.[7]

### Alcuni parchi

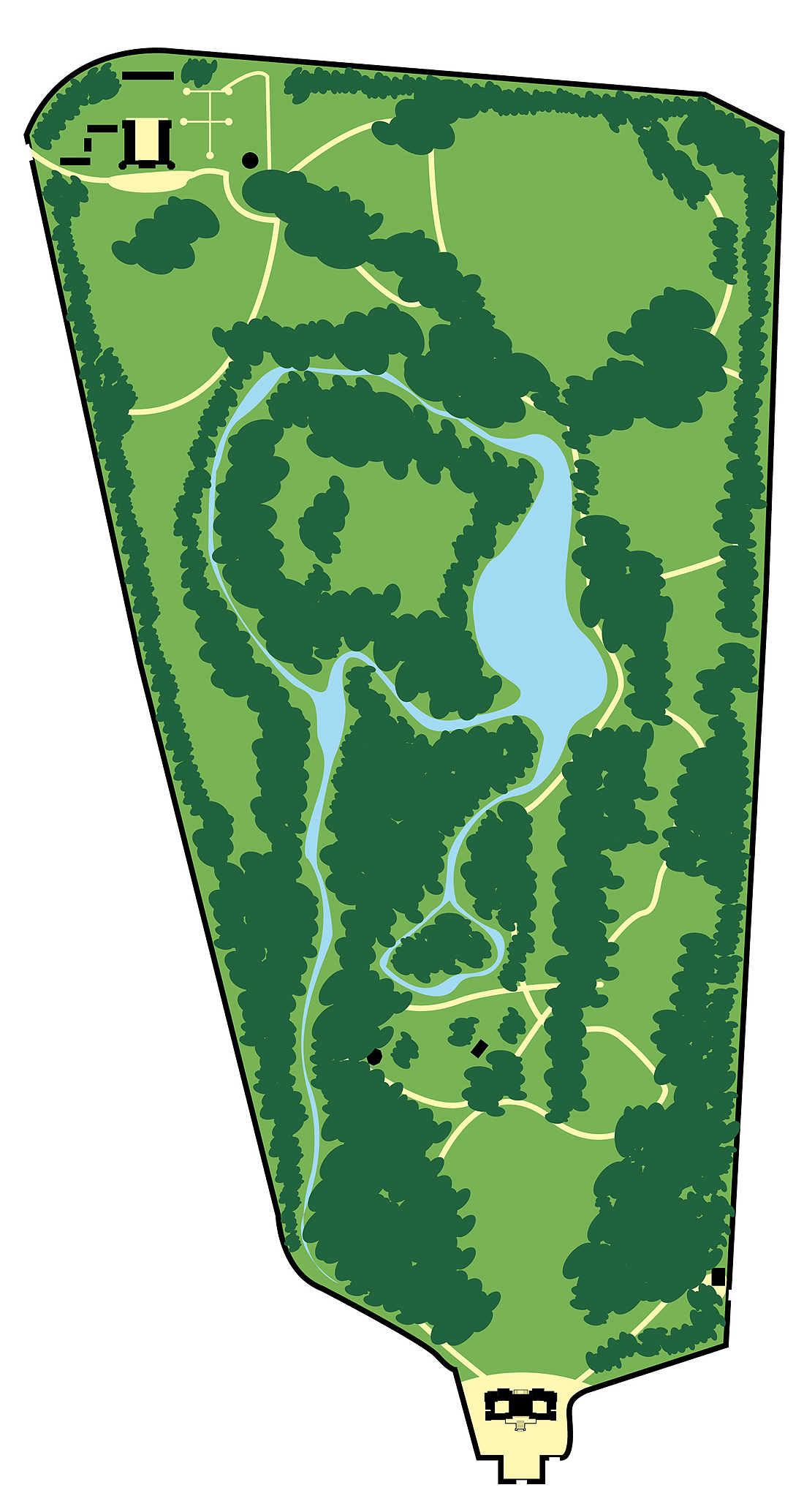
Parco reale di Racconigi, pianta schematica: si notano il lago e i navigli, le distese di prati tra file di alberi e boschetti, le radure

#### Il parco del Castello Reale di Racconigi
Dal 1820 al 1840 su committenza di Carlo Alberto Xavier Kurten progettò la risistemazione del parco insieme all'architetto Ernesto Melano. Furono realizzate lunghe distese di prati incorniciate tra file di alberi e boschetti e grandi radure. Furono utilizzate molte specie di piante a fusto lungo e corto sia locali che esotiche. Anche il sistema idrico del parco fu rielaborato. Venne risistemato il lago ed il sistema di canali, quelli navigabili (navigli) e quelli destinati all'irrigazione (bealere). Fu introdotto un sistema di due fontane collocate nell'area della Margaria che si approvvigionavano dai navigli. Quella monumentale venne terminata nel 1839, il ninfeo nel 1846.

#### Il parco del Castello Cavour di Santena
Nel 1830 Xavier Kurten fu chiamato dal marchese Michele Benso di Cavour a riprogettare il parco del castello. Creò gruppi di alberi e due ampie radure che sostituivano i formalismi preesistenti. Il parco è noto per la presenza della cappella funeraria della famiglia Benso di Cavour.

#### Il parco del Castello di Sansalvà
Sempre nel 1830 e sempre in località Santena su richiesta di Vittorio Amedeo Balbo Bertone di Sambuy il Kurten realizzò un parco all'inglese di circa 42 ettari. Dotato di 3 laghetti con isolette circondati da una vegetazione di salici piangenti e cipressi delle paludi, il parco assumeva un aspetto particolarmente romantico ed è considerato il più pittoresco da lui disegnato.

#### Il parco del Castello ducale di Agliè
Fu Carlo Felice nel 1830 a volere l'intervento del Kurten in un altro dei castelli che i Savoia solevano usare come residenza estiva, per rielaborare il giardino preesistente secondo il nuovo "stile inglese". Qui il progettista creò un effetto scenografico che può essere ammirato dal lato nord-est del palazzo. Davanti agli occhi dell'osservatore, oltre la fontana monumentale settecentesca, una distesa di prato si estende per circa un chilometro, circondata dal bosco (oggi una cornice), percorsa da sentieri, punteggiata da gruppetti di alberi alcuni disposti in cerchi irregolari, fino ad un laghetto con isolette collocato sul finire del parco. Oltre quel punto la vista prosegue sul paesaggio circostante verso le colline.